# Haworthia zenigata
Haworthia zenigata är en grästrädsväxtart som beskrevs av M. Hayashi. Haworthia zenigata ingår i släktet Haworthia och familjen grästrädsväxter. Inga underarter finns listade i Catalogue of Life.